# Thornton Wilder
Thornton Niven Wilder (Madison, 17 aprile 1897 – Hamden, 7 dicembre 1975) è stato un drammaturgo e scrittore statunitense vincitore di tre premi Pulitzer: uno per il romanzo Il ponte di San Luis Rey e due per il teatro; inoltre ottenne il National Book Award per L'ottavo giorno (The Eight Day) nel 1968.

## Biografia

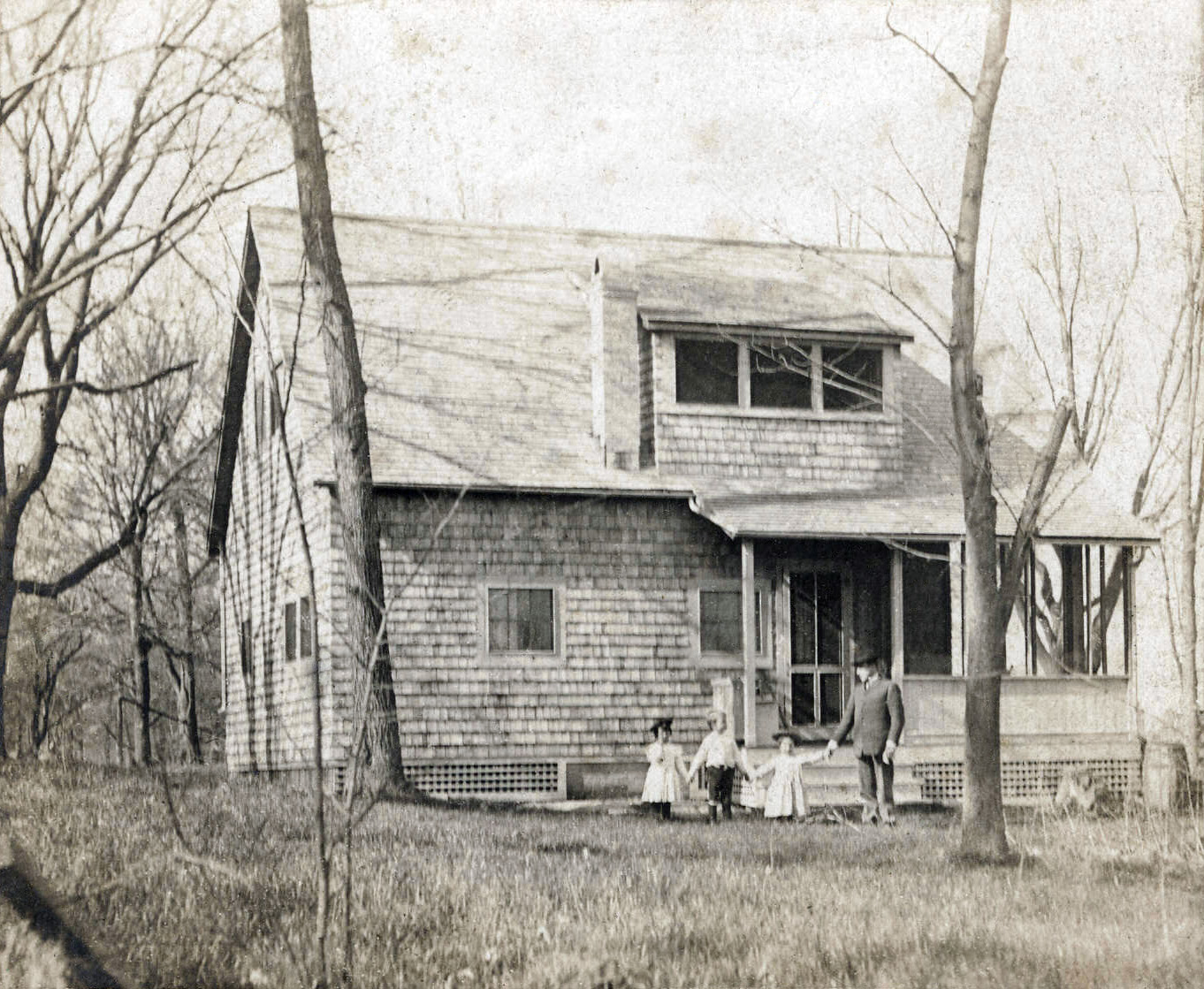
Con le due sorelle e il padre Amos nel 1900

Thornton Wilder era il terzo figlio di Amos Parker Wilder, un diplomatico degli Stati Uniti, e di Isabella Niven. Assieme ai suoi fratelli passò parte dell'infanzia in Cina dove il padre era stato trasferito. Il fratello più vecchio di Wilder, Amos Niven Wilder, era un Hollis Professor of Divinity alla Harvard Divinity School e un noto poeta. La sua sorella più giovane, Isabel Wilder, era una buona scrittrice. Entrambe le altre sorelle, Charlotte Wilder (una poetessa di una certa fama) e Janet Wilder Dakin (una zoologa), frequentarono il Mount Holyoke College con ottimi risultati. Thornton Wilder nacque assieme ad un fratello gemello che morì durante il parto. Wilder iniziò a scrivere testi per il teatro già mentre frequentava la The Thacher School a Ojai, California, dove veniva schernito dai compagni perché eccessivamente intelligente e scarsamente interessato agli sport. Come ricorda un compagno di classe "Lo lasciavamo da solo, semplicemente lo isolavamo. E lui si ritirava nella biblioteca, il suo nascondiglio, imparando ad allontanarsi dalla derisione e dall'umiliazione." La sua famiglia visse per un certo tempo a Berkeley, California dove sua sorella Janet nacque nel 1910. Thornton si iscrisse alla Emerson Elementary School a Berkeley, e si diplomò alla Berkeley High School nel 1915. Dopo aver prestato servizio nell'Artiglieria Costiera durante la prima guerra mondiale, si iscrisse al Oberlin College e si laureò all'Università Yale nel 1920, dove affinò la sua capacità di scrittura frequentando la fraternità Alpha Delta Phi, un circolo letterario. Ottenne un master in francese all'Università di Princeton nel 1926. Dopo la laurea Wilder studiò a Roma, poi insegnò francese alla Lawrenceville School a Lawrenceville, New Jersey. Nel 1926 fu pubblicato The Cabala il primo romanzo di Wilder. Nel 1927, Il ponte di San Luis Rey fu un successo dal punto di vista commerciale e gli fruttò il Premio Pulitzer nel 1928. Dal 1930 al 1937 insegnò all'Università di Chicago. Nel 1938 e 1943 vinse il Premio Pulitzer per la sua opera Piccola città e La famiglia Antrobus. Nella seconda guerra mondiale venne promosso al grado di tenente colonnello nella aviazione degli Stati Uniti e ricevette diverse decorazioni. Quindi divenne professore all'Università delle Hawaii e insegnante di poesia a Harvard, dove insegnò per anni dalla cattedra dedicata a Charles Eliot Norton. Nonostante si considerasse primariamente un insegnante piuttosto che uno scrittore ha continuato a scrivere per tutta la vita, ricevendo il Friedenspreis des Deutschen Buchhandels nel 1957 e la Medaglia presidenziale della libertà nel 1963. Nel 1967 vinse il National Book Award per il suo romanzo The Eighth Day. Wilder tradusse molte opere di André Obey e Jean-Paul Sartre, e scrisse i libretti di due opere, The Long Christmas Dinner, composta da Paul Hindemith, e The Alcestiad, composta da Louise Talma e basata su un suo romanzo.
Anche Alfred Hitchcock, che egli ammirava, nel 1943 gli chiese di scrivere la sceneggiatura del suo thriller, L'ombra del dubbio (Shadow of a Doubt), ripetutamente indicato dal regista come una delle sue pellicole meglio riuscite.
Il ponte di San Luis Rey (1927) racconta la storia di un gruppo di persone, che non possiedono nessun legame tra di loro e che si trovano sullo stesso ponte in Perù nel momento in cui crolla e li uccide. Filosoficamente, il libro analizza il problema del male, o la questione, del perché si verificano eventi sfortunati a persone che sembrano "innocenti" o "immeritevoli". Il romanzo vinse il Premio Pulitzer nel 1928 e nel 1998 fu selezionato dalla redazione del American Modern Library come uno del migliori 100 romanzi del XX secolo. Il libro fu citato dal Primo Ministro inglese Tony Blair durante il memoriale per le vittime dell'11 settembre. Da quel momento la sua popolarità è enormemente cresciuta. Il libro è il progenitore del moderno disastro epico in letteratura e nel cinema, dove un singolo disastro intreccia le vittime le cui vite sono esplorate in seguito con l'uso di flashback. Wilder fu l'autore di Piccola città, una famosa commedia (e successivamente film) ambientata a Grover's Corners, nel New Hampshire. Fu ispirata dal romanzo C'era una volta gli americani della sua amica Gertrude Stein e molti elementi dello stile decostruttivo della Stein si possono trovare all'interno di questo lavoro. Wilder soffrì parecchi blocchi dello scrittore mentre provava a scrivere l'atto finale. Piccola città impiega un narratore esterno chiamato "Stage Manager" e la sceneggiatura minimalista aiuta a sottolineare l'esperienza umana. Wilder stesso impersonò lo Stage Manager a Broadway per due settimane e successivamente in una produzione estiva. Seguendo la vita quotidiana delle famiglie Gibbs e Webb, come degli altri abitanti di Grover's Corners, Wilder illustrò l'importanza dell'universalità del semplice e il significato delle vite di tutte le persone del mondo al fine di dimostrare il valore di apprezzare la vita. La commedia vinse il Premio Pulitzer per la letteratura nel 1938. Nel 1938 Max Reinhardt diresse una produzione di Broadway di The Merchant of Yonkers, che Wilder aveva adattato dalla commedia Einen Jux will er sich machen del commediografo austriaco Johann Nestroy. Fu un fallimento che chiuse dopo solo 39 spettacoli. La sua commedia La famiglia Antrobus aprì a New York il 18 novembre del 1942, con Fredric March e Tallulah Bankhead nei ruoli principali. Di nuovo, i temi sono familiari — la condizione umana; la storia come progressiva, ciclica o entropica; la letteratura, la filosofia e la religione come pietre miliari della civilizzazione. Tre atti drammatizzano i travagli della famiglia Antrobus, allegorizzando la storia alternativa dell'umanità. È stato sostenuto da Joseph Campbell e Robert Morton Robinson, autori di A Skeleton Key to Finnegans Wake, che molto di quest'opera era il risultato di prestiti non riconosciuti dall'ultimo lavoro di James Joyce.
Nel romanzo The Ides of March (1948), dedicato ad uno scrittore italiano anti-fascista, Lauro de Bosis, egli rifletté sul parallelismo tra Benito Mussolini e Giulio Cesare. Aveva incontrato Jean-Paul Sartre in un tour di conferenze negli Stati Uniti dopo la guerra e fu influenzato dall'esistenzialismo, pur respingendone le implicazioni atee.
Nel 1955 Tyrone Guthrie incoraggiò Wilder a riscrivere The Merchant of Yonkers in The Matchmaker. Questa volta la commedia ha goduto di una lunga serie di 486 spettacoli a Broadway con Ruth Gordon nel ruolo principale e un Tony Award per Guthrie, il regista. Successivamente divenne la base per il musical di successo del 1964 Hello, Dolly!, con un libro di Michael Stewart e le musiche di Jerry Herman. Nel 1962 visse temporaneamente nella piccola città di Douglas, Arizona, dove cominciò a scrivere il suo romanzo più lungo The Eighth Day. Il libro vinse il National Book Award.
Il suo ultimo romanzo, Theophilus North, fu pubblicato nel 1973 e adattato per il film Mr. North nel 1988. La Library of America ristampò i suoi primi cinque romanzi, sei primi racconti e quattro saggi sulla narrativa in un volume nel 2009.

### Vita privata

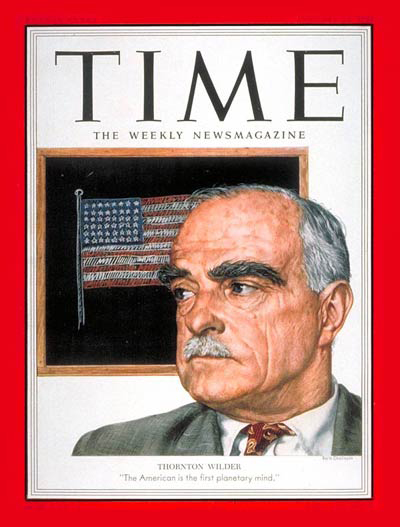
Wilder sulla copertina del settimanale TIME nel 1953

Wilder morì nel sonno all'età di 78 anni. Non si sposò mai. Ebbe un'ampia cerchia di amici e gli piaceva farli incontrare con altre persone di affermata notorietà, inclusi Ernest Hemingway, Montgomery Clift, Willa Cather, e Gertrude Stein. Sebbene egli non abbia mai parlato pubblicamente o nei suoi scritti della propria omosessualità il suo amico Samuel Steward è generalmente riconosciuto essere stato suo amante.

## Opere

### Prosa
- The Cabala (1926)
- Il ponte di San Luis Rey (1927) (The Bridge of San Luis Rey)
- The Woman of Andros (1930) — basato sulla commedia Andria di Terenzio
- Heaven's My Destination (1935)
- Idi di marzo (1948)
- Early Stories
  - The Marriage of Zabett
  - "Spiritus Valet"
  - Eddy Greater
  - Précautions Inutiles
  - A Diary: First and Last Entry
  - The Warship
- Essays on Fiction
  - On Reading the Great Letter Writers
  - James Joyce, 1882-1941
  - Gertrude Stein's Four in America
  - Joyce and the Modern Novel
- L'ottavo giorno (The Eighth Day) (1967)
- Theophilus North (1973)
- American Characteristics and Other Essays (1979)

### Teatro
- The Trumpet Shall Sound (1926)
- An Angel That Troubled the Waters and Other Plays (1928):
  - Nascuntur Poetae
  - Proserpina and the Devil
  - Fanny Otcott
  - Brother Fire
  - The Penny that Beauty Spent
  - The Angel on the Ship
  - The Message and Jehanne
  - Childe Roland to the Dark Tower Came
  - Centaurs
  - Leviathan
  - And the Sea Shall Give Up Its Dead
  - The Servant's Name Was Malchus
  - Mozart and the Gray Steward
  - Hast Thou Considered My Servant Job?
  - The Flight Into Egypt
  - The Angel that Troubled the Waters
- The Long Christmas Dinner and Other Plays in One Act (1931):
  - The Long Christmas Dinner
  - Queens of France
  - Pullman Car Hiawatha
  - Love and How to Cure It
  - Such Things Only Happen in Books
  - The Happy Journey to Trenton and Camden
- Piccola città (Our Town, 1938) — vince il Premio Pulitzer
- The Merchant of Yonkers (1938)
- La famiglia Antrobus (The Skin of Our Teeth, 1942) — vince il Premio Pulitzer
- The Matchmaker (1954) — rivisitazione di The Merchant of Yonkers
- The Alcestiad: Or, A Life In The Sun (1955)
- The Drunken Sisters
- Uncollected Plays
  - The Marriage We Deplore
  - The Unerring Instinct
  - Scenes from The Emporium
  - Plays for Bleecker Street (1962)
  - The Seven Deadly Sins
  - Bernice
  - The Wreck of the Five-Twenty-Five
  - A Ringing of Doorbells
  - In Shakespeare and the Bible
  - Someone from Assisi
  - Cement Hands
  - The Seven Ages of Man
  - Infancy (1960)
  - Childhood (1960)
  - Youth
  - The Rivers Under the Earth
- Writings on Theater
  - Foreword to The Angel That Troubled the Waters and Other Plays
  - Notes for the Producer: The Long Christmas Dinner
  - Notes for the Producer: The Happy Journey
  - A Preface for Our Town
  - Our Town: Story of the Play
  - Our Town: Some Suggestions for the Director
  - Our Town—From Stage to Screen: A correspondence between Thornton Wilder and Sol Lesser
  - Preface to Three Plays
  - Notes on The Alcestiad
  - Noting the Nature of Farce
  - Some Thoughts on Playwriting
  - Richard Beer-Hofmann's Jaakobs Traum
  - Sophocles's Oedipus Rex
  - Foreword to Three Comedies by Johann Nestroy

## Raccolte
- Collected Plays and Writings on Theater, a cura di J. D. McClatchy, New York: Library of America (vol. 172), 2007 ISBN 978-1-59853-003-2
- The Bridge of San Luis Rey and Other Novels 1926–1948, a cura di J. D. McClatchy, New York: Library of America (vol. 194), 2009 ISBN 978-1-59853-045-2

## Traduzioni italiane
- La cabala, traduzione di Laura Babini, Milano, Corbaccio, 1932; dall'Oglio, 1947; Roma, Tre Editori, 2012
- Il ponte di San Luis Rey, traduzione di Lauro De Bosis, Milano, Modernissima, 1929; Corbaccio, 1938; Mondadori, 1965, ISBN 88-04-42087-1 ISBN 88-247-0683-5 ISBN 88-04-06000-X ISBN 88-04-49259-7
- Il cielo è il mio destino, traduzione di Luigi Sommo, Roma, Elios, 1940
- La donna di Andro, traduzione di Gaetano Carancini, Roma, Campitelli, 1944; traduzione di Margherita Rebora, Torino, Frassinelli, 1945
- Piccola città, con uno studio introduttivo sulle opere dell'autore di Nicola Manzari ed una lettera di Elsa Merlini, Roma, F. Campitelli, 1944
- Tre atti unici, Roma, Cosmopolis, 1945, contiene: Lungo pranzo di Natale - Vettura letto "Hiawata" - Felice viaggio
- Piccola città, introduzione di Will Eno, traduzione di Fruttero e Lucentini, Livorno, Ed. Sillabe, 2015
- Il cielo è il mio destino, traduzione di Elio Vittorini, Milano, Mondadori, 1949; Milano, Garzanti, 1969
- Idi di marzo, traduzione di Fernanda Pivano, Milano, Mondadori, 1951; Palermo, Sellerio, 1995, ISBN 88-389-1093-6 ISBN 88-389-2472-4
- Drammi brevi, prefazione di Nicola Manzari, Roma, Libraria Editrice Organizzazione, 1955, contiene: Lungo pranzo di Natale (The Long Christmas Dinner) - Vettura letto Hiawatha (Sleeping Car Hiawatha) - Felice viaggio (The Happy Journey to Trenton and Camdem)
- Atti in tre minuti per tre personaggi, traduzione di Cristina Cellini Conti, Firenze, Sansoni, 1961
- Tre commedie, traduzione di Carlo Fruttero e Franco Lucentini, introduzione di Claudio Gorlier, premessa di Péter Szondi, Milano, Mondadori, 1964, contiene: La piccola città (Our Town) - La famiglia Antrobus (The Skin of our Teeth) - La sensale di matrimoni (The Matchmaker), ISBN 88-04-38089-6
- Commedie in un atto e drammi in tre minuti, traduzione di Carlo Fruttero e Franco Lucentini, Milano, Mondadori, 1965, contiene: The Long Christmas Dinner and other plays in one act - The Angel that Troubled the Waters and other plays
- L'ottavo giorno, traduzione di Mariapaola Ricci Dettore, Milano, Garzanti, 1967; Roma, Castelvecchi, 2012, a cura di Riccardo Reim
- La donna di Andro - La cabala, Milano, Garzanti, 1968
- Theophilus North: le avventure di un giovane americano, traduzione di Bruno Oddera, Milano, Mondadori, 1974, ISBN 88-04-31954-2
- Il lungo pranzo di Natale, a cura di Guido Davico Bonino, Genova, Il Melangolo, 1993, ISBN 88-7018-214-2
- Il ponte di San Luis Rey: la misteriosa complicità di caso e destino, traduzione di Nicoletta Della Casa, Varese, Demetra, 1994, ISBN 88-7122-498-1